# جاسوس الباب التالي
جاسوس الباب التالي (بالإنجليزية: The Spy Next Door)‏ هو فيلم حركة كوميدي أمريكي صدر عام 2010. من بطولة جاكي شان.

## حبكة الفيلم
يحكي الفيلم عن جاسوس يدعى بوب (جاكي شان) يعمل لدى الإستخبارات الصينية. ويدعي بأنه يعمل بائعا للأقلام وذلك لكي لا تشعر السيدة التي يواعدها وهي أم لطفلين و مربية لإبنة زوجها بالذعر والخوف منه، ولكن سرعان ما تتوارى الأحداث ويتبعونه إستخبارات روسية يضطر بوب (جاكي شان) لإخبار أبناء السيدة حول حقيقة عمله ولاحقا تعلم أمهم بالأمر.

## قائمة الممثلين
- جاكي شان: بدور بوب، عميل CIA.
- أمبير فاليتا: بدور جيليان، جارة بوب، وزوجته في النهاية.
- ماغنوس سكيفينغ: بدور انطون بولدارك، عدو روسي.
- مادلين كارول: بدور الطفلة فارين، ابنة جيليان.
- بيلي ري سايرس: بدور كولتون جيمس، شريك بوب.
- جورج لوبيز: بدور جليز، رئيس بوب الفاسد.
- لوكاس تيل: بدور لاري، مراهق يعمل مع بولدارك.
- تيم كونولي: بدور سفاح روسي.
- جيف تشيس: بدور سفاح روسي.

## روابط خارجية
- جاسوس الباب التالي على موقع IMDb (الإنجليزية)
- جاسوس الباب التالي على موقع ميتاكريتيك (الإنجليزية)
- جاسوس الباب التالي على موقع روتن توميتوز (الإنجليزية)
- جاسوس الباب التالي على موقع نتفليكس (الإنجليزية)
- جاسوس الباب التالي على موقع قاعدة بيانات الأفلام العربية
- جاسوس الباب التالي على موقع ألو سيني (الفرنسية)
- جاسوس الباب التالي على موقع Turner Classic Movies (الإنجليزية)
- جاسوس الباب التالي على موقع أول موفي (الإنجليزية)
- جاسوس الباب التالي على موقع بوكس أوفيس موجو (الإنجليزية)
- جاسوس الباب التالي على موقع فيلمافينيتي (الإسبانية)